# Tachikawa Ki-77
Tachikawa Ki-77 là một loại máy bay vận tải thử nghiệm tầm xa của Nhật Bản trong Chiến tranh thế giới II.

## Quốc gia sử dụng
- Nhật Bản

## Tính năng kỹ chiến thuật (Tachikawa Ki-77)
Dữ liệu lấy từ  Nhật Bảnese Aircraft of the Pacific War
Đặc tính tổng quan
- Kíp lái: 5
- Chiều dài: 15,3 m (50 ft 2 in)
- Sải cánh: 29,438 m (96 ft 7 in)
- Chiều cao: 3,85 m (12 ft 8 in)
- Diện tích cánh: 79,56 m2 (856,4 foot vuông)
- Trọng lượng rỗng: 7.237 kg (15.955 lb)
- Trọng lượng có tải: 16.725 kg (36.872 lb)
- Sức chứa nhiên liệu: 11,155 l (2 gal Anh)
- Động cơ: 2 × Nakajima Ha-115 , 870 kW (1.170 hp)  mỗi chiếc for take-off

  - 745,7 kW (1.000 hp) trên độ cao 4,300 m (14 ft)
- Cánh quạt: 3-lá Constant speed metal propellers

Hiệu suất bay
- Vận tốc cực đại: 440 km/h (273 mph; 238 kn) Trên độ cao 4,600 mét (15 ft)[chuyển đổi: tùy chọn không hợp lệ]
- Vận tốc hành trình: 300 km/h (186 mph; 162 kn)
- Tầm bay: 18.000 km (11.185 mi; 9.719 nmi)
- Trần bay: 8.700 m (28.543 ft)
- Thời gian lên độ cao: 6,000 mét (20 ft)[chuyển đổi: tùy chọn không hợp lệ] trong 24 phút
- Tải trên cánh: 210,2 kg/m2 (43,1 lb/foot vuông)
- Công suất/khối lượng: 0,104 kW/kg (0,063 hp/lb)